# Aloe atrovirens
Aloe atrovirens é uma espécie de liliopsida do gênero Aloe, pertencente à família Asphodelaceae.